# Alexandre Berardo
Alexandre Coimbra Berardo (Lisbona, 1977) è un copilota di rally e architetto portoghese.

## Biografia
Nato a Lisbona nel 1977, si è laureato nel 1999 in architettura presso l'Università Lusíada della capitale portoghese. Unisce la pratica professionale con l'insegnamento all'Università di Setúbal e con l'attività automobilistica: protagonista di numerosi rally nel panorama iberico, in coppia con il pilota Nuno Serrano ha vinto l'edizione 2019 dell'Oeiras Eco Rally, valido come prova della FIA E-Rally Regularity Cup.